# 小行星1812
小行星1812（1812 Gilgamesh）是一颗主带小行星，由科内利斯·約翰內斯·萬·豪敦、湯姆·赫雷爾斯和英格麗·萬·豪敦-格勒內費爾德在1960年9月24日于帕洛马山天文台发现。
該小行星以古巴比伦传说中的英雄吉爾伽美什命名。